# Костнер, Каролина

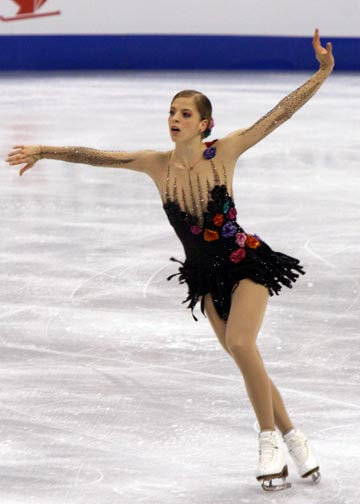
Каролина Костнер на турнире «Skate Canada» в 2008 году

Кароли́на Ко́стнер (итал. Carolina Kostner; род. 8 февраля 1987, Больцано, Трентино-Альто-Адидже) — итальянская фигуристка, выступавшая в одиночном женском катании. Бронзовый призёр зимних Олимпийских игр 2014 года, чемпионка мира 2012 года и пятикратная чемпионка Европы (2007, 2008, 2010, 2012, 2013), победительница Финала Гран-при (сезона 2011/2012), девятикратная чемпионка Италии. Костнер стала первой итальянкой, выигравшей медаль на чемпионате мира среди юниоров (бронза 2003 года), первой итальянской фигуристкой, победившей в Финале Гран-при (сезон 2011/2012), ставшей чемпионкой Европы и чемпионкой мира по фигурному катанию.
Костнер отличается, в первую очередь, выдающимся скольжением, а также высокой скоростью хода, амплитудными прыжками (исполняла один из самых сложных каскадов тройной флип — тройной тулуп — двойной риттбергер), при этом сохраняя утончённую женственность и изящество в стиле, что позволяет ей из года в год получать высокие оценки за компоненты программы. В отличие от большинства других фигуристов Каролина вращается и прыгает по часовой стрелке.

## Семья
Каролина — кузина и крестница знаменитой итальянской горнолыжницы Изольды Костнер, двукратной чемпионки мира и трёхкратной призёрки Олимпийских игр. Её мать, Патриция, участвовала в турнирах по фигурному катанию на национальном уровне (в 1970-х годах), а отец, Эрвин, был членом сборной Италии по хоккею и участвовал в чемпионатах мира и Олимпийских играх. У Каролины есть два брата: старший Мартин и младший Симон (последний занимается хоккеем с шайбой).

## Карьера

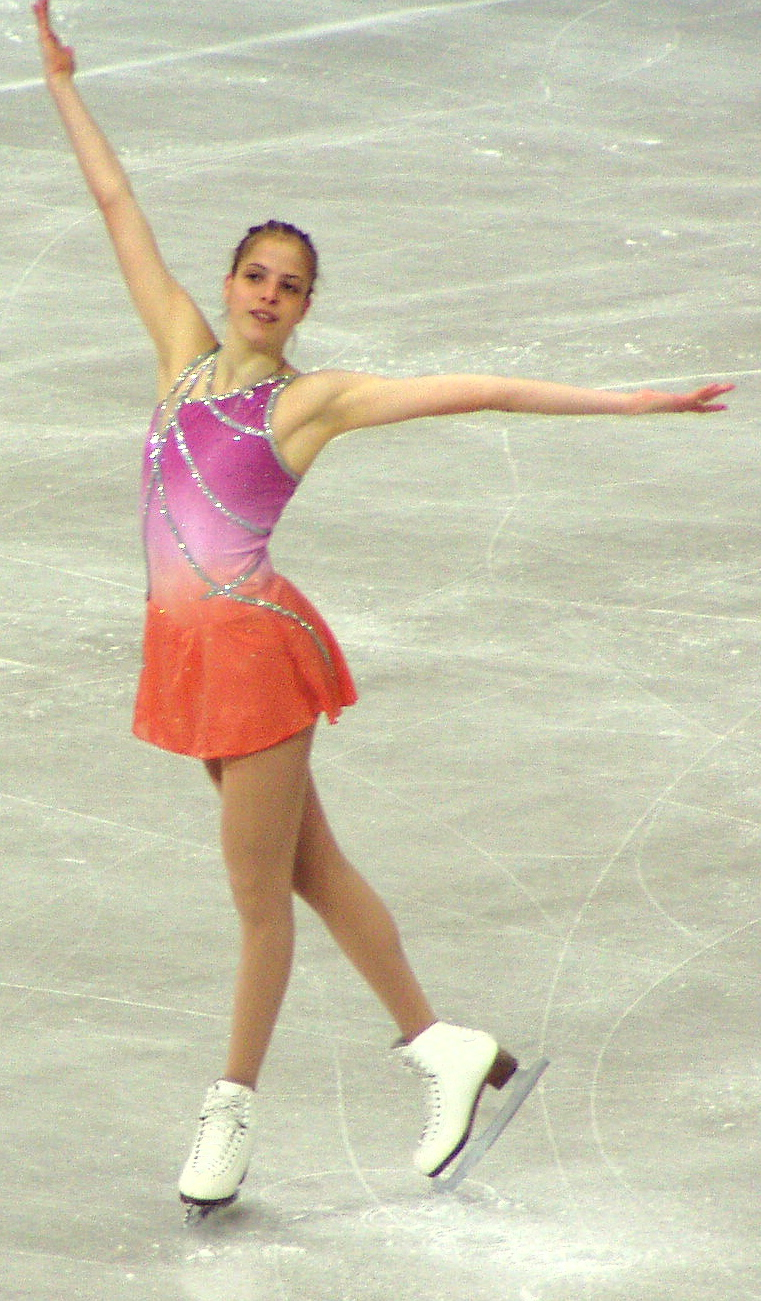
Каролина Костнер на чемпионате мира 2004 года в Дортмунде.

В 2001 году Каролина выиграла чемпионат Италии среди юниоров. На чемпионате мира среди юниоров того же года она стала 11-й, а в следующем сезоне 10-й. В 2003 году она завоевала бронзу чемпионата мира среди юниоров.
На дебютном для себя взрослом международном соревновании — чемпионате Европы 2003 года — сразу стала четвёртой.
В следующем году она была пятой и на чемпионате Европы и на чемпионате мира. В 2005 стала только седьмой на чемпионате Европы, но зато на чемпионате мира в Москве завоевала третье место, опередив знаменитую американскую фигуристку Мишель Кван.
Каролина Костнер была выбрана знаменосцем олимпийской сборной Италии на церемонии открытия XX Зимних Олимпийских игр 2006 года в Турине.
На Олимпиаде Каролина выступила неудачно — стала лишь 9-й, а на чемпионате мира того же года и вовсе 12-й.
В следующих двух сезонах она выиграла чемпионаты Европы в 2007 и 2008 годах, выиграла бронзу финале Гран-При сезона 2007—2008, и была серебряным медалистом чемпионата мира 2008 года, проиграв только японке Мао Асаде.
В сезоне 2008—2009, Каролина снова третья в финале серии Гран-при, в очередной раз выигрывает чемпионат Италии, а вот снова стать чемпионкой Европы ей не удаётся — она только вторая после финки Лауры Лепистё. Чемпионат мира 2009 года Каролина проваливает, заняв лишь 12-е место. В результате, Италия имеет только одну путёвку в женском одиночном катании на Олимпиаду в Ванкувере.
Летом 2009 года Костнер завершила многолетнее сотрудничество с тренером Михаэлем Хутом и переехала в Лос-Анджелес для работы с Фрэнком Кэрроллом и Кристой Фасси.
Сезон 2009—2010 Костнер начала не слишком удачно: она заняла шестые места на этапах Гран-при Trophée Eric Bompard и Cup of China, не отобралась в финал, а затем проиграла национальный чемпионат Валентине Маркеи. Вопрос о том, кто из них будет представлять Италию на Олимпиаде в Ванкувере, решился на чемпионате Европы. Там Каролина выиграла оба вида программы, а Маркеи стала 8-й. На Олимпиаде, будучи в числе фаворитов, Каролина занимает лишь 7-е место в короткой программе, а произвольную и вовсе проваливает, три раза упав при исполнении прыжков и совершив ряд грубейших ошибок, и заняв лишь 19-е место. В итоговом протоколе Костнер стала только 16-й.
После провала на Олимпиаде Каролина принимает решение вернуться в Италию, в Турин и тренироваться под руководством Эдуардо де Бернади, а в июле 2010 года Каролина вернулась к своему прежнему тренеру — Михаэлю Хуту.
В сезоне 2010—2011 Каролина заявлена на два этапа Гран-при: Skate America и NHK Trophy. Несмотря на травму, Костнер становится 3-й в США и выигрывает японский этап, а в финале Гран-при завоевывает серебряную медаль. На чемпионате Европы в швейцарском Берне идет 6-й после короткой программы, однако, выиграв произвольную, занимает итоговое второе место, пропустив вперед местную фигуристку Сару Майер. В период между Европейским первенством и Чемпионатом мира итальянка принимает участие и побеждает в домашнем турнире Gardena Spring Trophy. На мировом первенстве в Москве, справившись с трудностями в короткой программе, выигрывает бронзу, в итоговом протоколе всего на 0,76 балла опередив Алену Леонову, ставшую 4-й. После завершения сезона Каролина проходит физиолечение и делает перерыв в тренировках на 2,5 месяца.
Сумев восстановиться в межсезонье от травм, Каролина подходит к сезону 2011—2012 на пике своей формы. Как фигуристке, попавшей в 6-ку сильнейших на последнем первенстве мира, ей позволено принять участие в 3-х этапах серии Гран-при. Выиграв Cup of China и став второй на Skate America и Trophée Eric Bompard, итальянская фигуристка первой квалифицируется в финал, проходящий в канадском Квебеке. На итоговом соревновании серии Костнер выигрывает сначала короткую, а затем и произвольную программы, впервые в карьере став победительницей финала Гран-при и улучшив личные рекорды по сумме баллов. Триумф продолжается и на первенстве Старого Света: в британском Шеффилде итальянская спортсменка не знает себе равных и в 4-й раз становится чемпионкой Европы. В тот же год Каролине покорился и чемпионат мира. Тогда в Ницце она была третьей после короткой программы, а произвольную с блеском выиграла, поднявшись на верхнюю ступень мирового пьедестала в 25 лет. В последнем в сезоне соревновании — Командном чемпионате мира — Каролина вновь улучшает личные рекорды в короткой программе и в итоге финиширует второй.
В июле 2012 года Костнер сообщает, что собирается завершить спортивную карьеру после олимпийских игр в Сочи. Снявшись с этапов Гран-при, итальянская фигуристка посвящает себя тренировкам, надеясь обрести к 2013 году оптимальную форму. На чемпионате Европы, заняв второе место и в короткой, и в произвольной программах, в итоге становится обладательницей золотой медали. На мировом первенстве становится второй, уступив более 20-ти баллов кореянке Ен А Ким.

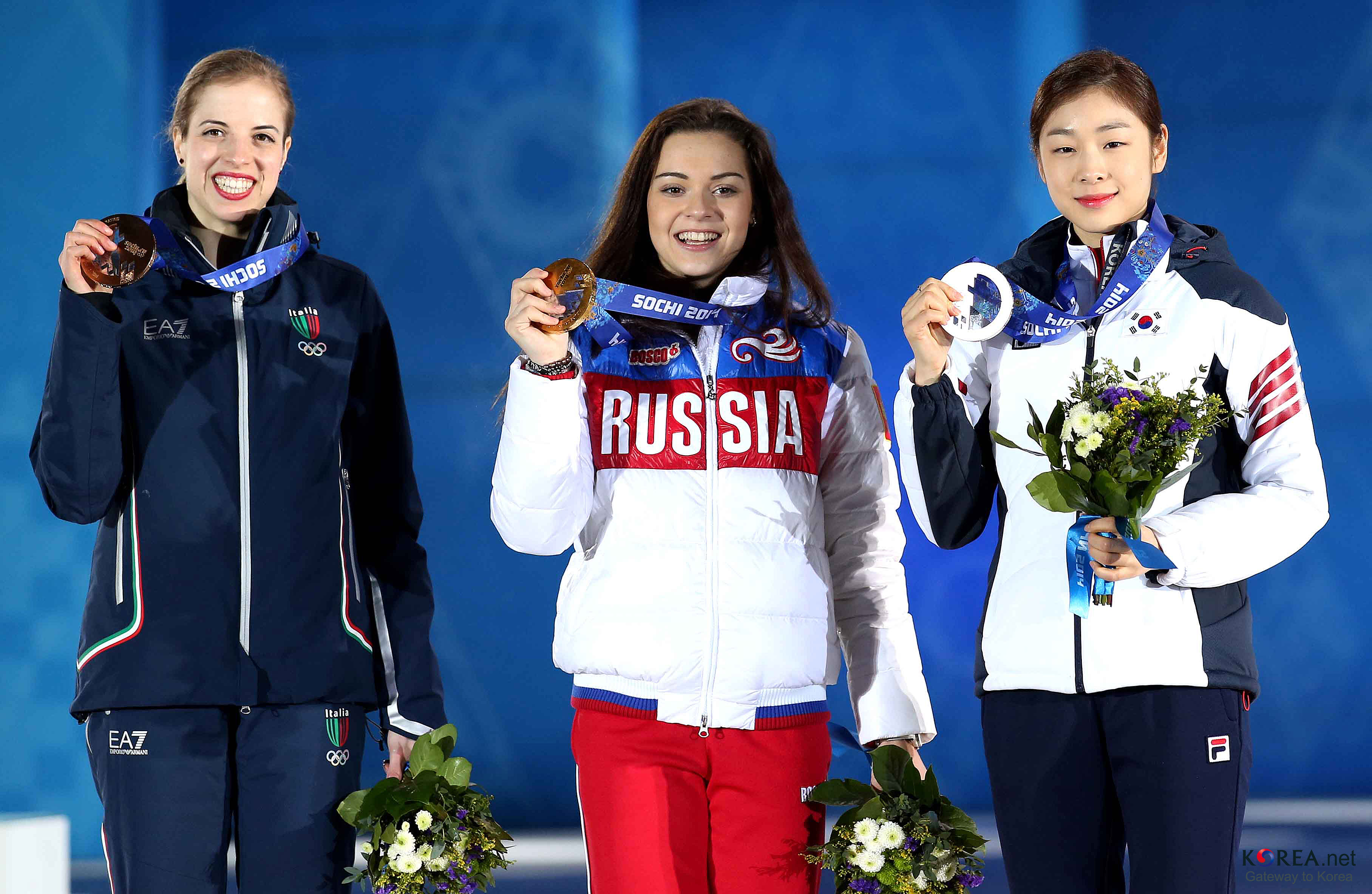
Каролина Костнер — бронзовый призёр Олимпиады в Сочи.

В июне 2013 года Каролина начинает тренировки в Оберстдорфе. Осенью, на этапах Гран-при выступает относительно успешно, однако третье место на Cup of China и второе на Rostelecom Cup, тем не менее, не позволяют фигуристке попасть в финал серии. Перед чемпионатом Европы Костнер принимает решение поменять обе программы, заменив короткую и вернувшись к прошлогодней произвольной. В итоге на европейском первенстве соперницы из России не позволяют Каролине защитить титул — на этот раз она только третья. Спустя месяц итальянская спортсменка принимает участие в главном турнире четырёхлетия. На Олимпиаде Каролина Костнер впервые становится призёром, безупречно откатав обе программы и заняв третье место с итоговой суммой баллов 216,73. В интервью после окончания соревнований спортсменка сказала:

Эта медаль для меня равна золоту, моему персональному золоту. После Ванкувера я сказала себе: «Каролина, все, это конец». Но потом поняла, как мне не хватало катания. Я смирилась с тем, что не идеальна, и катание стало приносить гораздо больше удовольствия. Каждый должен идти своей дорогой, уметь ждать. Я каталась не за медаль, а за всех тех, кто поддерживал меня.
Ещё через месяц фигуристка принимает участие в чемпионате мира в Японии и становится бронзовым призёром.

## Дисквалификация и возвращение
В июне 2014 заявила, что пропустит сезон 2014/15.
С 16 января 2015 года дисквалифицирована на 1 год 4 месяца в связи с помощью в употреблении допинга её бывшему бойфренду Алексу Швацеру. Который сам об этом заявил. Весной 2016 года, по окончании дисквалификации Каролина вновь вернулась в фигурное катание и начала тренировки. Летом приступила к сотрудничеству с российским тренером Алексеем Мишиным для изучения тройного акселя.
С ноября она официально заявила, что Мишин её тренер. В начале декабря итальянка начала после дисквалификации предолимпийский сезон в Хорватии на турнире Золотой конёк Загреба, где она в борьбе сумела занять первое место. На национальном чемпионате в декабре 2016 года в Энье Каролина уверенно выиграла его в восьмой раз. Чемпионат Европы 2017 Каролина завершила с бронзовой медалью, уступив двум россиянкам — Евгении Медведевой и Анне Погорилой. В конце марта на чемпионате мира в Хельсинки она оказалась в шестёрке лучших фигуристок мира. При этом сумела завоевать две путёвки для своей страны на Олимпиаду в Южной Корее.
В сентябре итальянская одиночница начала олимпийский сезон дома в Бергамо, где на Кубке Ломбардии она финишировала с бронзовой медалью. В начале октября она выступала в Эспоо, на Трофее Финляндии, где финишировала с серебряной медалью. Через месяц она выступила в серии Гран-при на российском этапе, где фигуристка финишировала с серебряной медалью. Через три недели стартовала на японском этапе серии Гран-при, где финишировала с серебряной медалью. Как оказалось впоследствии, это позволило ей выйти в Финал Гран-при. На самом Финале в Нагое спортсменка выступила не совсем удачно и заняла место рядом с пьедесталом. После национального чемпионата, который она в очередной раз выиграла, Каролина приняла решение поменять тренера. Она вернулась в Германию к Хуту. На Чемпионате Европы 2018 в Москве Каролина завоевала бронзовую медаль, уступив первые две зачётные строчки россиянкам Алине Загитовой и Евгении Медведевой. В начале февраля ещё до открытия Олимпийских игр в Южной Корее фигуристка начала соревнования в командном турнире. Она в Канныне финишировала второй в короткой программе, уступив опять Медведевой. В произвольной программе Костнер была только четвёртой. Итальянская сборная в итоге финишировала рядом с пьедесталом. В конце февраля на личном турнире Олимпийских игр итальянская фигуристка финишировала только пятой. После Олимпийских игр заключительным турниром сезона стал Чемпионат мира 2018, который проводился в Милане. Каролина Костнер удачно откатала короткую программу заняв первое место, победив в том числе и олимпийскую чемпионку Алину Загитову. Однако произвольная программа получилась не столь удачная и после многочисленных ошибок и падений, 31-летняя итальянская спортсменка заняла итоговое 4-е место.
В октябре 2018 Каролина была заявлена на 2 этапа гран-при, но из-за травмы не смогла выступить ни в одном из них. После выздоровления усиленно готовилась к грядущему чемпионату Европы в Минске, однако в декабре 2018 в социальных сетях сообщила, что упала с лестницы и травмировала ногу и вследствие этого пропустит ЧЕ-2019 года. Фигуристка не смогла принять участия и на чемпионате мира 2019, который прошёл в середине марта. 30 декабря 2019 года Костнер сообщила, что в конце января 2020 перенесёт операцию на бедре, чтобы вернуться на лёд. В ноябре 2020 Каролина сообщила, что процесс восстановления оказался достаточно сложным, и неизвестно сможет ли фигуристка вернуться на лед. Отчасти это было связано из-за серьезной эпидемиологической ситуации в Италии, в результате которой спортсменка не могла ходить на реабилитацию и посещать каток.

## Программы
| Сезон     | Короткая программа | Произвольная программа | Показательные выступления |
| --------- | --- | --- | --- |
| 2018-2019 | - Ne me quitte pas Селин Дион хореограф Лори Николь | - The Storm Balázs Havasi хореограф Лори Николь | |
| 2017-2018 | - Ne me quitte pas Селин Дион хореограф Лори Николь | - Prélude à l'après-midi d'un faune Клод Дебюсси хореограф Лори Николь                                                                                                   | - Volevo scriverti da tanto Мина - Clair de lune Клод Дебюсси хореограф Стефан Ламбьель |
| 2016-2017 | - God of Thunder Китаро - Bonzo's Montreux John Bonham (Led Zeppelin) хореограф Лори Николь | - Nisi Dominus (Cum Dederit) Антонио Вивальди хореограф Лори Николь | - Clair de lune Клод Дебюсси хореограф Стефан Ламбьель |

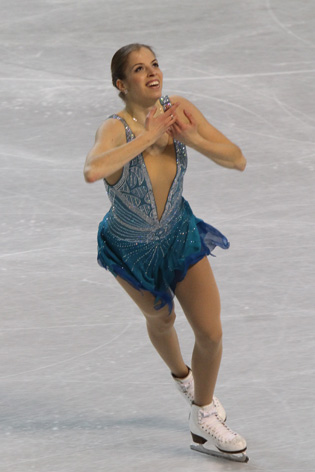
Каролина Костнер исполняет произвольную программу на чемпионате Европы в 2010 году.

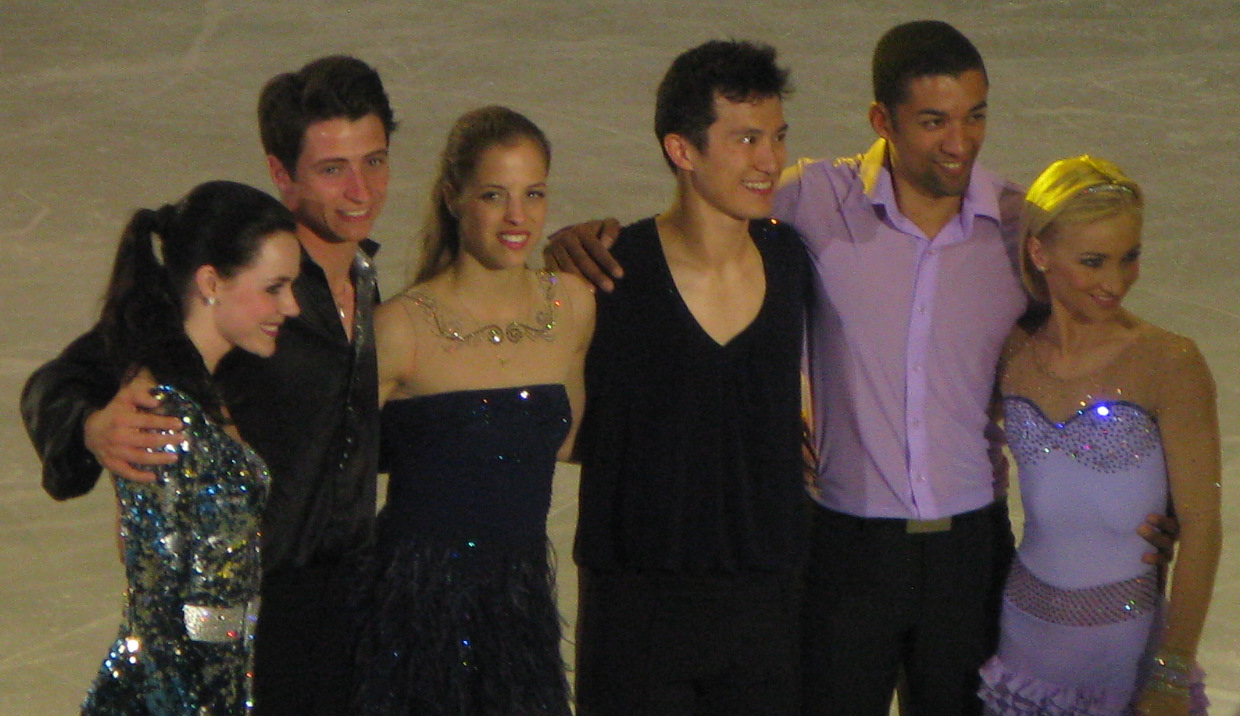
Чемпионат мира 2012 — подиум

| 2015-2016 | | - Méditation (Thaïs) Жюль Массне хореограф Лори Николь | - Summertime из оперы «Порги и Бесс» хореограф Лори Николь - Una furtiva lagrima из оперы «Любовный напиток» Доницетти Гаэтано - Adagio in G minor Томазо Альбинони хореограф Стефан Ламбьель |
| 2014-2015 | Не участвовала в соревнованиях | Не участвовала в соревнованиях | - Bonzo's Montreux Led Zeppelin хореограф Лори Николь - Waltz in C-sharp minor, Op. 64, No. 2 Фредерик Шопен хореограф Саломе Бруннер - Nei Ganes хореограф Chiara Tanesini                   |
| 2013—2014 | - Аве Мария Франц Шуберт хореограф Лори Николь - Humoresque Антонин Дворжак хореограф Лори Николь | - «Болеро» Морис Равель в исполнении Андре Превин и Лондонским Симфоническим Оркестром хореограф Лори Николь - Шехеразада Николай Римский-Корсаков хореограф Лори Николь | - Шехеразада Николай Римский-Корсаков хореограф Лори Николь - Imagine Eva Cassidy хореограф Лори Николь                                                                                       |
| 2012—2013 | - Трансильванская колыбельная (из фильма «Молодой Франкенштейн») Джон Моррис в исполнении Гил Шахам, Джонатан Фельдман - Дьявольская трель Джузеппе Тартини в исполнении Angele Dubeau & La Pietà хореограф Лори Николь | - «Болеро» Морис Равель в исполнении Андре Превин и Лондонским Симфоническим Оркестром хореограф Лори Николь                                                             | - It's Oh So Quiet в исполнении Бьорк |
| 2011—2012 | - Allegretto Дмитрий Шостакович хореограф Лори Николь | - Концерт для фортепиано с оркестром № 23 Вольфганг Амадей Моцарт хореографЛори Николь                                                                                   | - Hallelujah Джефф Бакли - «Кармен» Жорж Бизе хореограф Стефан Ламбьель |
| 2010—2011 | - Galicia Flamenco Джино Даури хореограф Лори Николь | - Prélude à l’Après-Midi d’un Faune Клод Дебюсси хореограф Лори Николь                                                                                                   | - Mein Herr Лайза Миннелли - Heavy Cross Gossip |
| 2009—2010 | - Ноктюрн в До-диез минор, № 20 Фредерик Шопен - Концерт для скрипки Пётр Чайковский хореограф Лори Николь | - Air on the G String Иоганн Себастьян Бах - Концерт для виолончели с оркестром Антонио Вивальди хореограф Лори Николь                                                   | - Ain't No Sunshine Билл Уизерс в исполнении Кэрол Дубок |
| 2008—2009 | - Mujer Sola - Canaro en Paris Tango Lorca хореограф Лори Николь | - "Dumky" Trio Антонин Дворжак хореограф Лори Николь - Па-де-дё Чёрного Лебедя из балета «Лебединое озеро» Пётр Чайковский хореограф Лори Николь                         | - A Te Джованотти - Come Sei Veramente - Angelo Ribelle Джованни Аллеви |
| 2007—2008 | - Riders on the Storm The Doors хореограф Лори Николь | - Dumky Trio Антонин Дворжак хореограф Лори Николь | - Panic Джованни Аллеви - You Are A Woman Бонни Тайлер |
| 2006—2007 | - Variations on the Canon in D Джордж Уинстон хореограф Лори Николь | - «Мемуары гейши» Джон Таунер Уильямс хореограф Лори Николь | - Solamente per Carolina Роберт Вернер |
| 2005—2006 | - Gabriel’s Oboe из фильма «Миссия» Эннио Морриконе хореограф Курт Браунинг | - Зима из «Времена года» Антонио Вивальди хореограф Курт Браунинг | - Ave Maria Шарль Гуно и Филиппа Джордано |
| 2004—2005 | - «Деревня» саундтрек Джордж Уинстон хореограф Курт Браунинг | - Концерты для фортепиано № 1 и № 3 Сергей Прокофьев хореограф Курт Браунинг                                                                                             | - Fly Селин Дион |
| 2003—2004 | Song from a Secret Garden Рольф Ловланд | - A Poet’s Quest for a Distant Paradise - Night Flight - Reflection - Violin Fantasy on Puccini’s Turandot Ванесса Мэй                                                   | - Je t’aime encore Селин Дион |
| 2002—2003 | - Variations on the Canon in D Джордж Уинстон аранжировка Джордж Уинстон | - Papa, Can You Hear Me? - Far and Away - из фильма «Список Шиндлера» Ицхак Перлман                                                                                      | - But I Do Love You The Right Kind of Wrong Лиэнн Раймс |

## Результаты
| Соревнования                | 00/01         | 01/02         | 02/03         | 03/04         | 04/05         | 05/06         | 06/07         | 07/08         | 08/09         | 09/10         | 10/11         | 11/12         | 12/13         | 13/14         | DSQ           | 16/17         | 17/18         |
| Международные               | Международные | Международные | Международные | Международные | Международные | Международные | Международные | Международные | Международные | Международные | Международные | Международные | Международные | Международные | Международные | Международные | Международные |
| --------------------------- | ------------- | ------------- | ------------- | ------------- | ------------- | ------------- | ------------- | ------------- | ------------- | ------------- | ------------- | ------------- | ------------- | ------------- | ------------- | ------------- | ------------- |
| Олимпиада — одиночницы      |               |               |               |               |               | 9             |               |               |               | 16            |               |               |               | 3             |               |               | 5             |
| Олимпиада — команда         |               |               |               |               |               |               |               |               |               |               |               |               |               | 4             |               |               | 4             |
| Чемпионат мира              |               |               | 10            | 5             | 3             | 12            | 6             | 2             | 12            | 6             | 3             | 1             | 2             | 3             |               | 6             | 4             |
| Чемпионат Европы            |               |               | 4             | 5             | 7             | 3             | 1             | 1             | 2             | 1             | 2             | 1             | 1             | 3             |               | 3             | 3             |
| Финал Гран-при              |               |               |               |               |               |               |               | 3             | 3             |               | 2             | 1             |               |               |               |               | 4             |
| Гран-при Китая              |               |               |               |               |               |               |               | 3             |               | 6             |               | 1             |               | 3             |               |               |               |
| Гран-при Японии             |               |               |               |               |               | 6             |               | 1             |               |               | 1             |               |               |               |               |               | 2             |
| Гран-при Канады             |               |               |               |               | 5             | 7             |               |               | 4             |               |               |               |               |               |               |               |               |
| Гран-при Франции            |               |               |               |               | 2             |               |               |               |               | 6             |               | 2             |               |               |               |               |               |
| Гран-при России             |               |               |               | 2             | 7             |               |               |               | 1             |               |               |               |               | 2             |               |               | 2             |
| Гран-при США                |               |               |               | 9             |               |               |               |               |               |               | 3             | 2             |               |               |               |               |               |
| Finlandia Trophy            |               |               |               | 4             |               |               |               | 3             |               |               |               |               |               |               |               |               | 2             |
| Lombardia Trophy            |               |               |               |               |               |               |               |               |               |               |               |               |               |               |               |               | 3             |
| Чемпионат Сев. Европы       |               |               |               |               |               |               |               |               |               |               |               |               |               |               |               | 1             |               |
| Золотой конёк Загреба       |               |               |               |               |               |               |               |               |               |               |               |               | 1             |               |               | 1             |               |
| Challenge Cup               |               |               |               |               |               |               |               |               |               |               |               | 1             | 1             |               |               |               |               |
| World Team Trophy           |               |               |               |               |               |               |               |               |               |               |               | 6             |               |               |               |               |               |
| Gardena Trophy              |               | 4             |               |               |               |               |               |               |               |               | 1             |               |               |               |               |               |               |
| Merano Cup                  |               |               |               |               |               |               |               |               |               | 1             |               |               |               |               |               |               |               |
| Мемориал Шефера             |               |               |               |               |               |               |               |               | 1             |               |               |               |               |               |               |               |               |
| Nebelhorn Trophy            |               |               | 1             |               |               |               |               | 1             |               |               |               |               |               |               |               |               |               |
| Bofrost Cup                 |               |               |               | 4             |               |               |               |               |               |               |               |               |               |               |               |               |               |
| Мемориал Непелы             |               |               | 1             |               |               |               |               |               |               |               |               |               |               |               |               |               |               |
| Соревнования                | 00/01         | 01/02         | 02/03         | 03/04         | 04/05         | 05/06         | 06/07         | 07/08         | 08/09         | 09/10         | 10/11         | 11/12         | 12/13         | 13/14         | DSQ           | 16/17         | 17/18         |
| Международные среди юниоров |               |               |               |               |               |               |               |               |               |               |               |               |               |               |               |               |               |
| Чемпионат мира              | 11            | 10            | 3             |               |               |               |               |               |               |               |               |               |               |               |               |               |               |
| Финал Гран-при              |               |               | 2             |               |               |               |               |               |               |               |               |               |               |               |               |               |               |
| Гран-при Франции            |               |               | 1             |               |               |               |               |               |               |               |               |               |               |               |               |               |               |
| Гран-при Китая              |               |               | 4             |               |               |               |               |               |               |               |               |               |               |               |               |               |               |
| Гран-при Польши             |               | 4             |               |               |               |               |               |               |               |               |               |               |               |               |               |               |               |
| Гран-при Италии             |               | 6             |               |               |               |               |               |               |               |               |               |               |               |               |               |               |               |
| Гран-при Германии           | 7             |               |               |               |               |               |               |               |               |               |               |               |               |               |               |               |               |
| Гран-при Норвегии           | 9             |               |               |               |               |               |               |               |               |               |               |               |               |               |               |               |               |
| Dragon Trophy               |               |               | 1             |               |               |               |               |               |               |               |               |               |               |               |               |               |               |
| Национальные                |               |               |               |               |               |               |               |               |               |               |               |               |               |               |               |               |               |
| Чемпионат Италии            |               |               | 1             | 2             | 1             | 1             | 1             |               | 1             | 2             | 1             |               | 1             |               |               | 1             | 1             |

## Личная жизнь
В течение ряда лет бойфрендом Каролины Костнер был итальянский спортсмен, олимпийский чемпион 2008 года в спортивной ходьбе на 50 км Алекс Швацер. Итальянская пресса, в особенности газеты родного региона Каролины — Южного Тироля, регулярно публиковали фотографии пары. О своих отношениях с Швацером в сентябре 2011 года Костнер рассказала в интервью журналу «International Figure Skating». Каролина ездила вместе с ним на его летние чемпионаты, а Швацер обычно сопровождал Костнер на её зимних турнирах. В 2014 году пара рассталась.
Своей музой, жизненным ориентиром и лучшим другом в 2005 году называл Каролину и швейцарский фигурист Стефан Ламбьель.
Каролина свободно владеет пятью языками: итальянским, немецким, английским, французским и ладинским.